# Пурухоса
Пурухоса (ісп. Purujosa) — муніципалітет в Іспанії, у складі автономної спільноти Арагон, у провінції Сарагоса. Населення — 44 особи (2010).
Муніципалітет розташований на відстані близько 220 км на північний схід від Мадрида, 75 км на захід від Сарагоси.

## Демографія
Динаміка населення (INE ):

## Галерея зображень

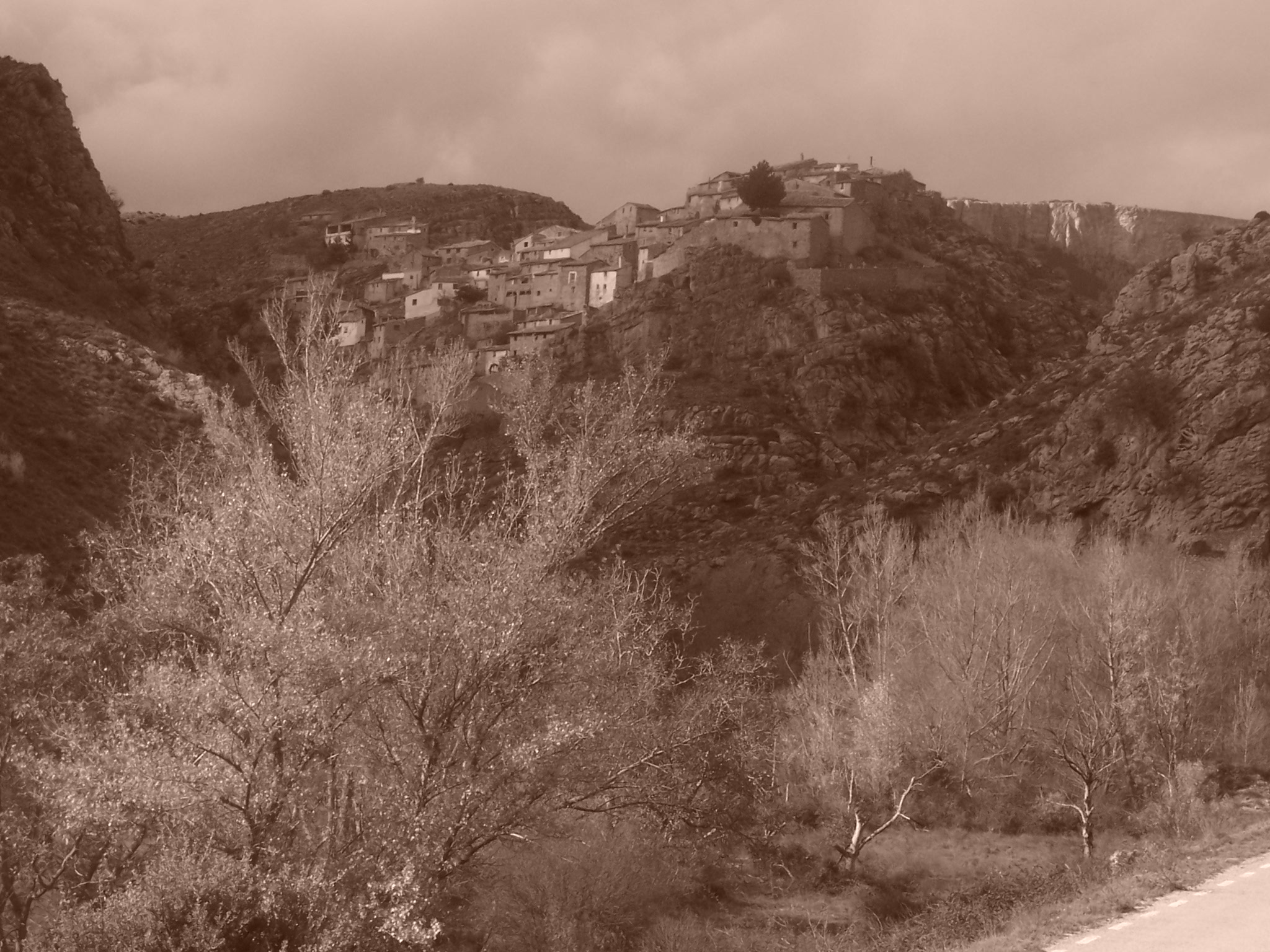
Пурухоса